# 소닉 로스트 월드
소닉 로스트 월드(일본어: ソニックロストワールド, Sonic Lost World)는 유럽연합이 먼저 발매한 Wii U, 닌텐도 3DS 소프트웨어 기반 게임이다.

## 이야기
소닉 제네레이션즈이후, 에그맨에게 격추당해 추락하던 소닉과 테일즈는 로스트 헥스라는 행성을 발견하게 된다. 에그맨은 로스트 헥스에서 육귀중을 부하로 두고 지구의 에너지를 흡수하는 기계를 만들고 있었다. 소닉이 육귀중을 제압할 수 있는 소라고둥을 박살내자 육귀중들은 에그맨을 배신하고 기계를 가동시킨다. 이에 소닉과 에그맨은 잠시 협동하게 된다. 한편 육귀중은 소닉의 능력을 눈여겨 보아 소닉을 잡아 개조하려 하나 테일즈가 대신 개조당한다. 육귀중은 개조한 테일즈로 소닉을 위협하나 테일즈는 정신 조작이 되지 않았기에 제압할 수 없었고 소닉은 육귀중을 해치운다. 그 동안 에그맨은 흡수된 에너지로 다시 기계를 만들어 소닉을 배신하나, 저지당하고 지구는 원래대로 돌아온다.

## 게임 시스템
소닉 언리쉬드부터 소닉 제네레이션즈까지 사용한 부스트 시스템을 삭제하고, 다시 스핀 대시 시스템을 이용한다. 또한 과거작에서 사용한 슈퍼 필 아웃, 바운스 어택 등을 다시 사용했다.
그 외에는 소닉 컬러즈에서 선보인 컬러 파워 시스템을 사용한다. 또한, 소닉 어드벤처 2까지는 골 지점을 골 링이 알려주나, 이번 작에서는 소닉 어드벤처에서의 동물을 가둔 캡슐로 대신했다(달리는게 조금 특이하다, 어떤 구간에선 느려보이기도 하고 어떤 구간에서는 빨라보이는 버그(?)같은게 있다)

## 스테이지
- Windly Hill
- Desert Ruins
- Tropical Coast
- Frozen Factory
- Silent Forest
- Sky Road
- Lava Mountain

## 콜라보레이션 스테이지
3가지 게임을 콜라보레이션한 스테이지가 있다

### 콜라보레이션 게임
- 요시
- 젤다의 전설
- 나이츠

## 평가
《소닉 로스트 월드》는 리뷰 애그리게이터 웹사이트 메타크리틱에서 "복합적 및 평균적인 평가"를 받았다.